# Демократична партія Сербії
Демократична партія Сербії (серб. Демократска странка Србіје) — націонал-консервативна та християнсько-демократична партія Сербії.
На парламентських виборах в травні 2012 року отримала 7% голосів виборців (273 532 голосів), отримавши 21 місць в парламенті.